# Muna Mohamed Diirshe
Muna Mohamed Diirshe, på somaliska Qoraa Muna Maxamed Diirshe, född 25 december 1978 i Mogadishu, Somalia, är en somalisk författare, jämställdhetsaktivist och fredsförespråkare. Utöver sitt författarskap har hon blivit en framstående fredsmäklare mellan somaliska gemenskaper, inte minst i Galmudug-regionen. Hon har också grundat centra för hälsa och utbildning i samma region, liksom litteraturfestivalen Cadaado Book Fair i centrala Somalia.

## Biografi
Diirshe föddes i Somalia 1978. Mellan 1983 och 1990 gick hon i grundskolan i Mogadishu. När inbördeskriget i Somalia bröt ut 1991 flydde hon med sin familj till Jemen, där hennes mor kom ifrån. Hon fick sekundärutbildning i Taiz i södra Jemen mellan 1992 och 1996.

## Författarskap
Diirshe har gett ut fyra böcker som handlar om somaliska kvinnors historia och livsstil. Första boken gavs ut 2014, och handlar om somaliska kvinnor historiskt och idag. Den beskriver hur kriget har påverkat kvinnor i Somalia, inte minst den nya roll som kvinnor har fått i familjer där mannen har dött. Hennes andra bok handlar om mäns våld mot kvinnor, särskilt på arbetsplatsen, och om sexuella trakasserier och övergrepp mot kvinnor i arbetslivet. Den tredje boken handlar om den somaliska kvinnans roll i familjen, och om kärlek och känslor. Den fjärde boken är en biografi över hennes fader, som var en framgångsrik åklagare och journalist.